# Coeficiente de reparto
El coeficiente de reparto (K) de una sustancia, también llamado coeficiente de partición (P), es el cociente o razón entre las concentraciones de esa sustancia en las dos fases de la mezcla formada por dos disolventes inmiscibles en equilibrio. Por tanto, ese coeficiente mide la solubilidad diferencial de una sustancia en esos dos disolventes.
{\displaystyle K={\frac {[sustancia]_{1}}{[sustancia]_{2}}}\quad \quad }
Donde [sustancia]1 es la concentración de la sustancia en el primer disolvente y, análogamente
[sustancia]2 es la concentración de la misma sustancia en el otro disolvente.
Es un término muy usado en Bioquímica, Geoquímica, Química orgánica y en Química farmacéutica. En esas dos últimas ciencias los disolventes más usados son el agua y un disolvente hidrófobo como el octanol (octan-1-ol, o n-octanol). En este caso recibe el nombre de coeficiente de reparto octanol-agua (Kow o Pow). El coeficiente de reparto indica el carácter hidrófilo o hidrófobo de una sustancia, es decir su mayor o menor tendencia a disolverse en disolventes polares (como el agua) o en disolventes apolares (como los disolventes orgánicos). Los coeficientes de partición o reparto son usados, por ejemplo, para estimar la distribución de fármacos en el cuerpo. Los fármacos con elevados coeficientes de partición son hidrófobos y se distribuyen preferentemente en entornos hidrófobos como las bicapas lipídicas de las células, mientras que los fármacos con coeficientes de reparto bajos son hidrófilos y se encuentran preferentemente en los entornos hidrófilos como el suero sanguíneo.

## Ejemplo de definición legal
El coeficiente de reparto (P) se define en España como la relación de las concentraciones en equilibrio (ci) de una sustancia disuelta en un sistema bifásico consistente en dos disolventes considerablemente inmiscibles. En el caso del n-octanol y del agua:
Pow = (C n-octanol / C agua )
El coeficiente de reparto (P) es, pues, el cociente de dos concentraciones: se indica generalmente en forma de su logaritmo decimal (log P).

## Coeficiente de reparto y log P
El coeficiente de reparto  de una sustancia es un cociente o proporción entre las concentraciones de un compuesto no-ionizado entre los dos disolventes. Para medir el coeficiente de reparto de solutos ionizables, el pH de la fase acuosa se ajusta de tal modo que la forma predominante del compuesto esté en la forma no-ionizada. El logaritmo del cociente entre las concentraciones del soluto no-ionizado en los disolventes se llama log P y se presenta en forma logarítmica porque el rango de valores que puede tomar es muy amplio:
- {\displaystyle \log P_{octanol/agua}=\log {\Bigg (}{\frac {{\big [}soluto{\big ]}_{octanol}}{{\big [}soluto{\big ]}_{agua}^{no-ionizado}}}{\Bigg )}}

Se puede consultar un conjunto de datos de coeficientes de reparto octanol-agua, para ver su variabilidad.

## Coeficiente de distribución y log D
El coeficiente de distribución es el cociente o razón de la suma de las concentraciones de todas las formas del compuesto (ionizadas y no-ionizadas) en cada una de las dos fases. Para medidas del coeficiente de distribución, el pH de la fase acuosa está tamponado para un valor específico tal que el pH no se disturbe de modo significativo por la introducción del compuesto. El logaritmo del cociente entre la suma de las concentraciones de todas las formas del compuesto (ionizadas y no-ionizadas) en un disolvente, y la suma de las concentraciones de todas sus formas en el otro disolvente se llama Log D y se presenta en forma logarítmica porque el rango de valores que puede tomar es muy amplio:
- {\displaystyle \log D_{octanol/agua}=\log {\Bigg (}{\frac {{\big [}soluto{\big ]}_{octanol}}{{\big [}soluto{\big ]}_{agua}^{ionizado}+{\big [}soluto{\big ]}_{agua}^{neutro}}}{\Bigg )}}

Además, log D es pH dependiente, por tanto, se debe especificar a qué pH se ha medido log D. De particular interés es el cálculo de log D para pH = 7.4 (el pH fisiológico del suero sanguíneo. Para un compuesto no ionizable, log P = log D para cualquier pH.

## Métodos de medida del coeficiente de reparto, logP
Existen dos procedimientos distintos, si bien antes de llevar a cabo estos procedimientos experimentales se ha de tener una estimación previa del coeficiente de reparto, que se calcula como cociente entre las solubilidades por separado de la sustancia en n-octanol y en agua :
{\displaystyle P_{estimado}={\frac {{\big [}soluto{\big ]}_{n-octanol}\quad de\ saturaci{\acute {o}}n}{{\big [}soluto{\big ]}_{agua}\quad de\ saturaci{\acute {o}}n}}}
- El método del frasco de agitación , para valores de logP comprendidos entre -2 y 4. Es aplicable solo a sustancias puras solubles en agua y n-octanol. No se puede aplicar a productos tensoactivos. En este caso se da su valor calculado o una estimación ).
- La cromatografía líquida de alta resolución (CLAR), para valores de logP comprendidos entre 0 y 6. Es menos sensible a la presencia de impurezas. Las impurezas dificultan, a veces, la interpretación de los resultados.

## Aplicaciones

### Farmacología

#### Farmacocinética
En el contexto de la farmacocinética (lo que le ocurre a un fármaco en el cuerpo), el coeficiente de distribución tiene una gran influencia sobre las propiedades ADME (Absorción, Distribución, Metabolismo, y Excreción) del fármaco. Por consiguiente, el carácter hidrófobo de un compuesto (medido por su coeficiente de distribución ) es un determinante principal de cómo es su potencial uso como fármaco. Más específicamente, para que un fármaco se absorba por vía oral, normalmente debe pasar primero a través de una capa lipídica en el epitelio intestinal (un proceso llamado transporte transcelular). Para un transporte eficiente, el fármaco debe ser suficientemente hidrófobo para que entre en la capa lipídica, pero no tan hidrófobo como para que, una vez en la bicapa, no se difunda de nuevo fuera de la bicapa. Asimismo, el carácter hidrófobo juega un papel importante en la determinación del lugar donde se distribuyen los fármacos en el cuerpo después de la adsorción y, como consecuencia, de la velocidad a la que serán metabolizados y excretados.

#### Farmacodinámica
En el contexto de la farmacodinámica (lo que un fármaco hace al cuerpo), el efecto hidrofóbico es la mayor fuerza conductora para la unión de los fármacos a sus receptores diana. Por otra parte, los fármacos hidrófobos tienden a ser más tóxicos porque, en general, son retenidos durante un tiempo más largo, tienen una distribución más amplia dentro del cuerpo (por ejemplo, intracelular), son algo menos selectivos en su unión con las proteínas, y finalmente son a menudo ampliamente metabolizados. En algunos casos,los metabolitos pueden ser químicamente reactivos. Asimismo se aconseja que el fármaco sea tan hidrófilo como sea posible mientras retenga la suficiente afinidad de enlace a las proteínas terapéuticas diana.
 Por tanto, el coeficiente de distribución ideal para un fármaco es habitualmente intermedio (ni demasiado hidrofóbico ni demasiado hidrofílico).

### Productos de consumo
Otras muchas industrias tienen en cuenta los coeficientes de distribución, por ejemplo, en la formulación de maquillajes, cremas tópicas, tintes, colorantes para el pelo y muchos otros productos de consumo.

### Productos agroquímicos
Los insecticidas y herbicidas hidrofóbicos tienden a ser más activos. Por otra parte, los productos agroquímicos hidrofóbicos tienen vidas medias más largas y por tanto muestran un riesgo aumentado de impacto negativo sobre el medio ambiente.

### Metalurgia
En metalurgia, el coeficiente de reparto es un factor importante en la determinación del modo en que las impurezas se distribuyen entre el metal fundido y el metal solidificado. Es un parámetro crítico para el método de purificación de sustancias de fusión por zonas, y determina el grado de efectividad con que puede eliminarse una impureza mediante la solidificación direccional, descrita por la ecuación de Scheil.

### Medio ambiente
El carácter hidrófobo de un compuesto puede dar a los científicos una indicación de la facilidad con la que un compuesto podría ser arrastrado hasta las aguas subterráneas y contaminar las vías fluviales. Los coeficientes de distribución pueden medirse o ser predichos para compuestos que actualmente causan problemas o con la previsión de evaluar las modificaciones estructurales necesarias para hacer un compuesto más en la fase de investigación.
En el campo de la hidrogeología, el coeficiente de reparto octanol-agua, o Kow, se usa para predecir y modelar la migración de los compuestos orgánicos hidrofóbicos en el suelo y las aguas subterráneas.

## Medida del coeficiente de reparto

### Método del frasco (o tubo) de agitación

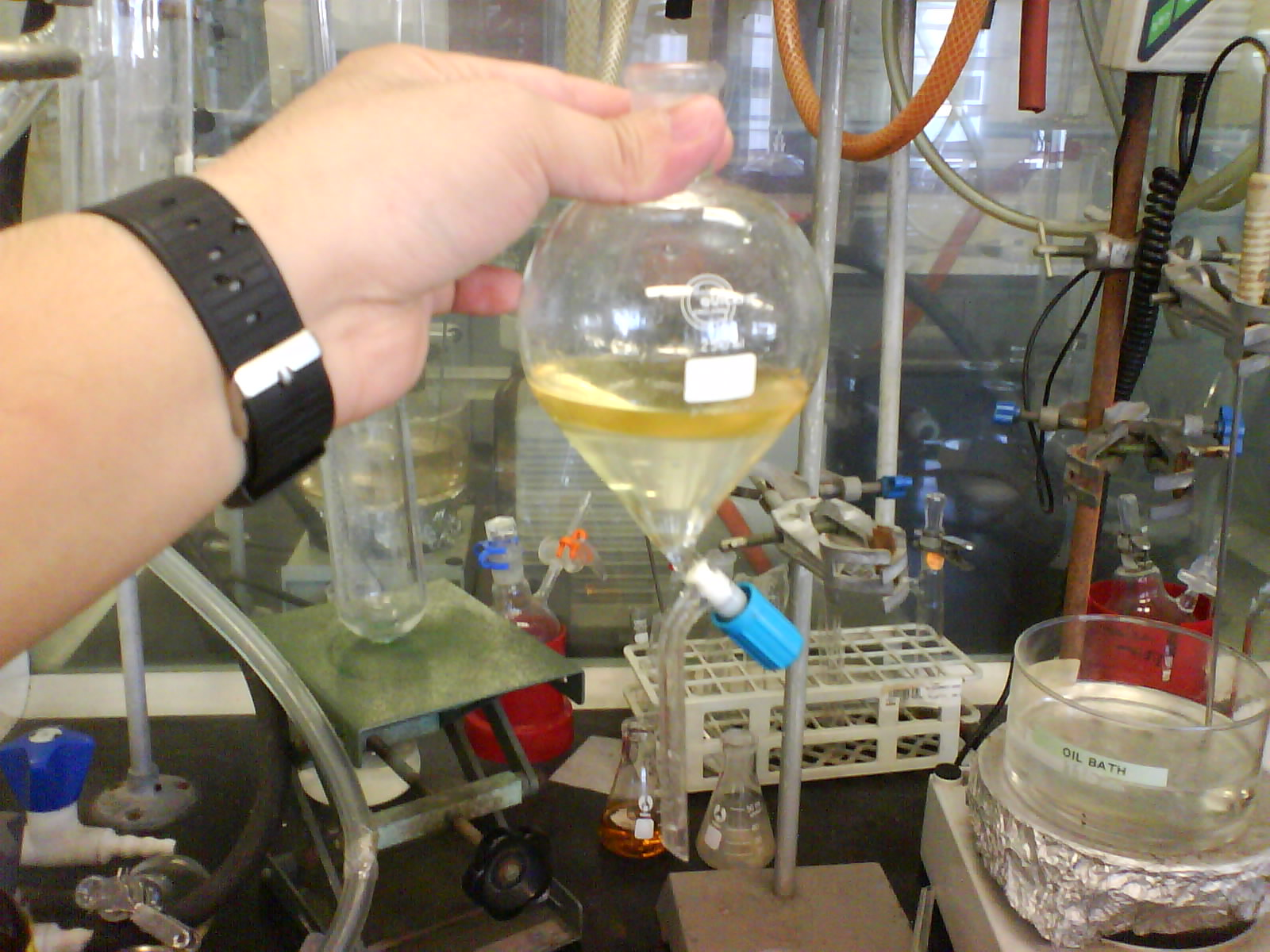
Sistema de dos fases, hidrofóbica (arriba) e hidrofílica (debajo) para medir el coeficiente de partición de los compuestos.

El método clásico y más fiable de determinación de log P es el método del frasco de agitación, que consiste en la disolución de algo del soluto en cuestión en un volumen de octanol y agua, y la posterior medida de la concentración del soluto en cada disolvente. El método más común para medir la distribución del soluto es por espectroscopia UV/VIS. Existen algunos pros y contras en este método:
Pros:
- Es el método más preciso.
- Preciso para el rango más amplio de solutos (aplicable a compuestos neutros y cargados)
- La estructura química no tiene que ser conocida de antemano.

Contras:
- Consumo de tiempo (>30 minutos por muestra)
- El octanol y el agua deben ser previamente mezclados y equilibrados (se tarda al menos 24 horas en equilibrar)
- Se debe alcanzar una solubilidad completa, y puede ser difícil detectar pequeñas cantidades de material sin disolver.
- La respuesta concentración vs. respuesta UV-Vis debe ser lineal en todo el rango de concentración del soluto. (Véase la ley de Lambert-Beer).
- Si el compuesto es extremadamente lipofílico o hidrofílico, la concentración en una de las fases será extremadamente pequeña, y por tanto difícil de cuantificar.
- En relación con los métodos cromatográficos, se requieren grandes cantidades de material.

Como alternativa a la espectroscopia UV/VIS se pueden usar otros métodos para medir la distribución, uno de los mejores consiste en el uso de un trazador radioactivo libre de arrastre. En este método (que resulta muy adecuado para el estudio de la extracción de metales), una cantidad conocida de material radiactivo se añade a una de las fases. Luego se ponen las dos fases en contacto y se mezclan hasta que se alcance el equilibrio. Luego se separan las dos fases y se mide la radiactividad de las dos fases. Usando un detector dispersivo de energía (como un detector de germanio de alta pureza) se permite el uso de varios metales radioactivos diferentes de una vez, mientras que los detectores gamma más sencillos solo permiten que se use un elemento radiactivo en la muestra.
Si los volúmenes de ambas fases coinciden, entonces los cálculos son muy fáciles.
Para un soluto hipotético (S)
{\displaystyle \mathbf {D} \quad {\acute {o}}\quad \mathbf {P} \ =\ {\frac {Radiactividad\ de\ la\ fase\ org{\acute {a}}nica}{Radiactividad\ de\ la\ fase\ acuosa}}\,} y también {\displaystyle \quad \quad \mathbf {D} \quad {\acute {o}}\quad \mathbf {P} \ =\ {\frac {[S_{org{\acute {a}}nica}]}{[S_{acuosa}]}}\,}
En tal experimento, usando un radioisótopo libre de arrastre, la carga de disolvente es muy pequeña, por consiguiente los resultados son diferentes de los que se obtendrían cuando la concentración de soluto es muy alta. Una desventaja del experimento del radioisótopo libre de arrastre es que el soluto puede absorberse sobre las superficies del instrumental de vidrio (o plástico) o en la superficie de separación entre las dos fases. Para evitar esto,debemos calcular el balance de masas.
Debe cumplirse que
Radiactividad de la fase orgánica + Radiactividad de la fase acuosa = Radiactividad inicial de la fase que contiene el radiotrazador.
Para metales no radiactivos, en algunos casos es posible usar ICP-MS o ICP-AES. Desgraciadamente los métodos ICP sufren frecuentes interferencias por lo que no se aplica la espectroscopia gamma y, por consiguiente, el uso de radiotrazadores (contados por espectroscopia de rayos gamma) es, con frecuencia, más sencillo.

### Determinación por Cromatografía líquida de alta resolución (Método CLAR)
Un método más rápido para determinar log P emplea la Cromatografía líquida de alta resolución (Método CLAR). El log P de un soluto se puede determinar por correlación de su tiempo de retención con compuestos similares de log P conocido.
Pros:
- Es un método rápido de determinación (5-20 minutos por muestra)

Contras:
- La estructura química del soluto debe ser conocida de antemano.
- Ya que el valor de log P se determina por regresión lineal, varios compuestos con estructuras similares deben tenar valores de log P conocidos.
- Diferentes familias de compuestos químicos tendrán diferentes coeficientes de correlación; las comparaciones entre distintas familias no son significativas.

### Métodos electroquímicos
En el pasado reciente, se han realizado algunos experimentos utilizando interfaces líquidas polarizadas para examinar la termodinámica y la cinética de la transferencia de especies químicas cargadas de una fase a otra. Existen dos métodos principales:
- ITIES, (en inglés, Interfaces between two immiscible electrolyte solutions), interfaces entre dos disoluciones de electrolitos inmiscibles[8] which for example has been used at Ecole Polytechnique Fédérale de Lausanne.
- Experimentos de reacciones electroquímicas en gotitas que han sido desarrollados por Alan Bond, Frank Marken y también por el equipo de la École Polytechnique Fédérale de Lausanne. En este caso una reacción en una interfaz triple entre un sólido conductor, gotitas de una fase líquida activa redox y una solución de electrólito se ha empleado para determinar la energía requerida para transferir especies cargadas a través de la interfaz.[9]

## Predicción de valores de logP
Los algoritmos del modelo de relación cuantitativa estructura-propiedades (QSPR,por sus sigls en inglés, Quantitative Structure-Property Relationship) calculan log P de varias maneras diferentes:
- Predicción basada en estructuras atómicas (contribución atómica; AlogP, MlogP, etc.)

El método más simple para predecir logP consiste en parametrizar las contribuciones de varios átomos al coeficiente de partición molecular global.
usando ajuste por mínimos cuadrados limitado a un conjunto de compuestos de entrenamiento con coeficientes de partición medidos experimentalmente. Para obtener correlaciones razonables, los elementos químicos más frecuentes contenidos en las moléculas de fármaco (hidrógeno, carbono, oxígeno, azufre, nitrógeno, y halógenos) se dividen en varios tipos de átomos diferentes dependiendo del entorno del átomo dentro de la molécula. Mientras este método es generalmente el menos preciso, la ventaja es que es el más general, siendo capaz de suministrar al menos una estimación aproximada para un amplio conjunto de moléculas.
- Predicción basada en el fragmento (contribución del grupo ; ClogP, etc.)

Se ha demostrado que el valor de log P de un compuesto se puede determinar por la suma de sus fragmentos moleculares que no se solapan (definidos como uno o más átomos enlazados covalentemente a otros dentro de la molécula). Los valores de log P fragmentarios han sido determinados por un método estadístico análogo a los métodos atómicos (ajuste pormínimos cuadrados de un conjunto de entrenamientol). Además, se incluyen correcciones tipo Hammett para tener en cuenta los efectos electrónico y estérico. Este método da en general mejores resultados que los basados en los átomos, pero no puede usarse para predecir coeficientes de reparto de moléculas que contienen grupos funcionales inusuales porque el método no ha sido todavía bien parametrizado (lo más probable es que sea debido a la falta de datos experimentales para moléculas que contienen tales grupos funcionales).
- Predicción basada en minería de datos

Una predicción típica basada en minería de datos utiliza máquinas de vectores de soporte, árboles de decisión, or redes neuronales. Este método consigue habitualmente un éxito notable al calcular los valores de log P cuando se emplea con compuestos que tienen estructuras químicas similares y valores de log P conocidos.
- Predicción basada en minería de moléculas

Las aproximaciones de minería de moléculas aplican una predicción basada en matrices de similitud o de adyacencia o un esquema de fragmentación automática en subestructuras moleculares. Adicionalmente también existen aproximaciones que emplean búsquedas del subgrafo común máximo o del kernel de moléculas.
- Estimación de log D (para un pH dado) a partir de log P y pKa:[17]
  - Expresiones exactas:

{\displaystyle \log D_{{\acute {a}}cidos}=\log P+\log {\Bigg [}{\frac {1}{(1+10^{pH-pK_{a}})}}{\Bigg ]}}
{\displaystyle \log D_{bases}=\log P+\log {\Bigg [}{\frac {1}{(1+10^{pK_{a}-pH})}}{\Bigg ]}}
  - Aproximaciones para compuestos ampliamente ionizados:

{\displaystyle \mathrm {Para\ {\acute {a}}cidos\ con\ } {\big (}pH-pK_{a}{\big )}>1,\quad \log D_{{\acute {a}}cidos}\cong \log P+pK_{a}-pH}
{\displaystyle \mathrm {Para\ bases\ con\ } {\big (}pK_{a}-pH{\big )}>1,\quad \log D_{bases}\cong \log P-pK_{a}+pH}
  - Aproximaciones para compuestos ampliamente no-ionizados:

{\displaystyle \log D\cong \log P}
- Predicción de pKa
Para la predicción de pKa que a su vez puede usarse para estimar log D, se han aplicado frecuentemente las ecuaciones tipo Hammett.[18] Ver[19] para la revisión más reciente de los métodos más modernos.

## Limitaciones
El logaritmo del coeficiente de reparto, Log P, no es un determinante preciso del carácter lipofílico de compuestos ionizables porque solo describe correctamente los coeficientes de reparto de moléculas neutras (no cargadas). Tomando el ejemplo del descubrimiento de fármacos vemos como las limitaciones de log P pueden afectar a la investigación. Ya que la mayoría de los fármacos, (aproximadamente el 80%) son ionizables, log P no es un predictor apropiado del comportamiento de un compuesto en los entornos de pH cambiantes del cuerpo. El coeficiente de distribución (Log D) es el descriptor correcto para sistemas ionizables.
Alternativamente, se puede usar un coeficiente de reparto aparente que se define como sigue:
{\displaystyle P_{aparente}\,(coeficiente\ de\ reparto\ aparente)\ =\ P_{verdadero}\,(coeficiente\ de\ reparto\ verdadero)\quad x\quad \%_{ND}\,(fracci{\acute {o}}n\ de\ f{\acute {a}}rmaco\ No\ disociado)}.
Claramente, si el fármaco está 100% sin ionizar entonces {\displaystyle P_{aparente}\ =\ P_{verdadero}}.

### Calculadoras de LogP
Hay muchas calculadoras o predictores del coeficiente de reparto o partición, logP, disponibles tanto comercialmente como de acceso libre.
- ACD/LogP DB Una aplicación comercial que calcula los valores de LogP e incluye la base de datos más extensa y comercialmente disponible de valores experimentales de logP con cálculo de los parámetros de la regla de 5.
- ACD/LogP Freeware Archivado el 12 de octubre de 2008 en Wayback Machine. Descargar la calculadora de logP, de acceso libre.
- Simulations Plus - S+logP Una aplicación para el cálculo de alta precisión de logP[1]
- ALOGPS Cálculos en línea de acceso libre y comparación de logP entre diez métodos.
- Explorador de propiedades moleculares
- Cálculos en línea de acceso libre usando los plugins Marvin y Calculator de ChemAxon (requiere Java).
- miLogP Archivado el 18 de diciembre de 2020 en Wayback Machine. Cálculos de acceso libre para logP y la Regla de cinco por Molinspiration
- Una visión general de recursos en línea en la Web para cálculos de logP y otras propiedades físicas.
- PreADMET Programa de predicción basado en la Web para logP/logS y ADME/Tox.
- XLOGP3 Una calculadora de logP siguiendo un modelo aditivo con conocimiento. Acceso libre para universitarios.

- Datos: Q898797

1. ↑  Tetko, IV; Poda GI (2007). «Property-based logP prediction».  En Mannhold R, ed. Molecular Drug Properties: Measurement and Prediction. Weinheim, Germany: Wiley-VCH.